# Распутин (фильм, 2010)
«Распутин» (итал. Rasputin) — итальянский исторический триллер 2010 года, снятый режиссёром Луисом Неро.

## Сюжет
В последние месяцы правления Романовых атмосфера в Российской империи становится всё более взрывоопасной.
19 декабря 1916 года некоторые представители высшего сословия страны замышляют убийство таинственного человека, которого многие считают настоящим колдуном. Тот имеет, как им кажется, не ограниченную власть над царской семьёй, а в особенности — над супругой императора Александрой Фёдоровной. Имя ему — Григорий Распутин.

## В ролях
- Франческо Кабрас — Григорий Распутин
- Даниэле Савока — князь Феликс Феликсович Юсупов
- Франко Неро — рассказчик
- Марко Сабатино — Дмитрий Павлович Романов
- Валерио Портале — Сергей Михайлович Сухотин
- Диана Дель’Эрба — Александра Федоровна Романова
- Анна Кукуло — Марианна
- Оттавиано Блитч — Яков Михайлович Юровский
- Риккардо Чиконья — дворецкий Андроников
- Роджер Роман — Алексей Николаевич Романов

## Производство
Фильм снимался в Турине и Санкт-Петербургe. Юсуповский дворец, где был убит Григорий Распутин, воссоздан внутри виллы в городе Сирье. Подготовка декораций под руководством сценографа Винченцо Фьорито длилась более полугода. Съёмки же — 33 дня.
Мировая премьера состоялась 4 сентября 2010  года.

## Критика
Как отмечал Иван Крылов («Русский мир»), «Неро в своей картине пытается пересмотреть привычный взгляд на Распутина как на „злого гения, стоявшего у трона“». По мнению   Тицианы Каппеллини (CineFile), у Неро получилось произведение высокого уровня, более напоминающее театральное действо, нежели кинематографию.